# VfB Kiel
VfB Kiel is een Duitse voetbalclub uit Kiel, in de deelstaat Sleeswijk-Holstein.

## Geschiedenis
De club werd in 1928 opgericht door spelers van SpV Hohenzollern-Hertha Kiel, dat failliet gegaan was. Hierdoor heeft de club het jaartal 1910 in de naam staan in plaats van 1928. De club speelde altijd in de schaduw van succesvollere stadsrivalen. In 1939 maakte de club kans op promotie naar de Gauliga Nordmark, de toenmalige hoogste klasse, maar moest deze promotie uiteindelijk aan SC Sperber Hamburg laten. Ook het volgende seizoen speelde de club de eindronde en werd nu derde. Door de gebeurtenissen in de Tweede Wereldoorlog werd de Gauliga Nordmark verder onderverdeeld en in 1943 promoveerde de club naar de Gauliga Schleswig-Holstein. Hier werd de club vijfde op tien deelnemers. Het laatste seizoen werd niet meer beëindigd.
Na de oorlog duurde het twee jaar vooraleer er een heuse competitie werd opgericht. Er volgden enkele kleinere competities. Na de invoering van de Oberliga Nord speelde de club definitief in de lagere reeksen.